# Žiga Hirschler
Žiga Hirschler (Velika Trnovitica, 1894. március 21. – Jasenovaci koncentrációs tábor, 1942) jugoszláv zeneszerző, publicista és Zágráb egyik leghíresebb zenekritikusa volt a két világháború között.

## Élete és pályafutása
Žiga Hirschler 1894. március 21-én született a Belovár melletti Velika Trnovicában, zsidó családban. 1910-ben Horvát Zenei Intézet iskolájába került Zágrábban, ahová családja Észak-Horvátországból költözött. Elméletet, zeneszerzést és hangszerelést Vjekoslav Rosenberg Ružićnál, harmóniát és kóruséneklést Ćirilo Juneknál, zongorát Sidonia Geigernél tanult. Ezután Varasdra költözött, ahol a „Zenekari Társaság” tagja lett. Amikor a Horvát Zenei Intézet 1916-ban megkapta a konzervatóriumi státuszt, Hirschler visszatért Zágrábba, és folytatta tanulmányait, élete hivatásaként a zenét választotta. Zenei tanulmányait 1917-ben fejezte be a Horvát Zeneművészeti Intézet Konzervatóriumában. Hirschler első zeneszerzői és karmesteri fellépését a zágrábi közönség előtt a Horvát Zenei Intézetben tartott koncerten tartotta 1917-ben, amikor előadta zenekari műveit („C-moll nyitány”, „Első szvit zenekarra”). Szerkesztette a „Muzičar” folyóiratot, a Večerában és a Jutarnji listben megjelent cikkeivel szorosan követte horvát szerzők munkásságát. 1921. december 13-án Hirschler zeneszerzői estjén kiváló fogadtatásra találtak zongorára írt kompozíciói: „Hrvatski plesovi”, „Mladi umjetnik”, „Erotikon”, „Tri bizareske”, „Pet capriccia”, „Bisernica” és „Lotos”.
1928-ban Hrischler néhány kompozícióját a Hamburgi Rádióban is előadták, köztük a „Prestolonasljednik Ivan” (Iván trónörökös) operett töredékeit, színpadi zenét egy gyerekdarabhoz, valamint zongoramuzsikát. „Pet impresija” (Öt impresszió) című vonósnégyesének ismételt előadásait az eszéki és zágrábi Zagreb kvartet rögzítette és adta elő, és ugyanezért a darabért a Belgrádi Rádió rangos díjával jutalmazták. Hirschler zeneszerzőként aratott sikert a „Lirski intermezzi” (Lírai Intermezzók) zongoratrió előadásával a brüsszeli Nemzetközi Zenei Fesztivál keretében 1938-ban, ahová a Jugoszláv Királyság kortárs zenei kreativitásának képviselőjeként küldték el művét. Žiga Hirschler zeneszerzői életműve 37 darabot tartalmaz, ebből 19 zenekari és 18 ének és zenekari, többnyire színpadi alkotás. A művek nagy része helyrehozhatatlanul elveszett a második világháború forgatagában. Zsidóként a Független Horvát Állam (NDH) megalakulásával Hirschlert az usztasák és a nácik üldözték.  Élete utolsó napjaiban az életét féltve nem hagyta el zágrábi lakását. Csak Paul Rendivel folytatott intenzív levelezést arra várva, hogy bejusson a „szabadzónába”, ami sajnos nem történt meg. Utolsó leveleit 1941. szeptember 12-e körül írta. Az egyik ilyen levélben egy kompozíciót csatolt és dedikált Rendi születésnapjára. 1941 végén Žiga Hirschlert a jasenovaci koncentrációs táborba deportálták, ahol megölték. Žiga Hirschler lányát, Mira Hirschlert, aki antifasiszta harcos volt szintén megölték a holokauszt során.

## Művei

### Operettek
- "Fiorentinska noć", (1926)
- "Pobjednica oceana", (1928)
- "Svadbena noć", (1931)
- "Kaj nam pak moreju", (1935)
- "Napred naš", (1936)
- "Iz u Zagreba Zagreb", (1937)

### Operák
- Mara
- Dvije renesansne noći
  - Fiorentinska noć, 1926
  - Bolonjska noć

## Fordítás
Ez a szócikk részben vagy egészben  a(z)   Žiga Hirschler című szerbhorvát Wikipédia-szócikk ezen változatának fordításán alapul.  Az eredeti cikk szerkesztőit annak laptörténete sorolja fel. Ez a jelzés csupán a megfogalmazás eredetét és a szerzői jogokat jelzi, nem szolgál a cikkben szereplő információk forrásmegjelöléseként.